# Розовский сельский совет (Акимовский район)
Розовский сельский совет (укр. Розівська сільська рада) — входит в состав
Якимовского района
Запорожской области
Украины.
Административный центр сельского совета находится в 
с. Розовка
.

## История
- 1923 — дата образования.

## Населённые пункты совета
- с. Розовка
- с. Дружба
- с. Зирка
- с. Червоное